# Port lotniczy Jakuck
Port lotniczy Jakuck (IATA: YKS, ICAO: UEEE) – port lotniczy położony w Jakucku, w Jakucji, w Rosji. Posiada dwa pasy startowe (jeden aktywny, drugi służy jako parking naziemny dla nieużywanych samolotów) i pojemność 700 pasażerów na godzinę.

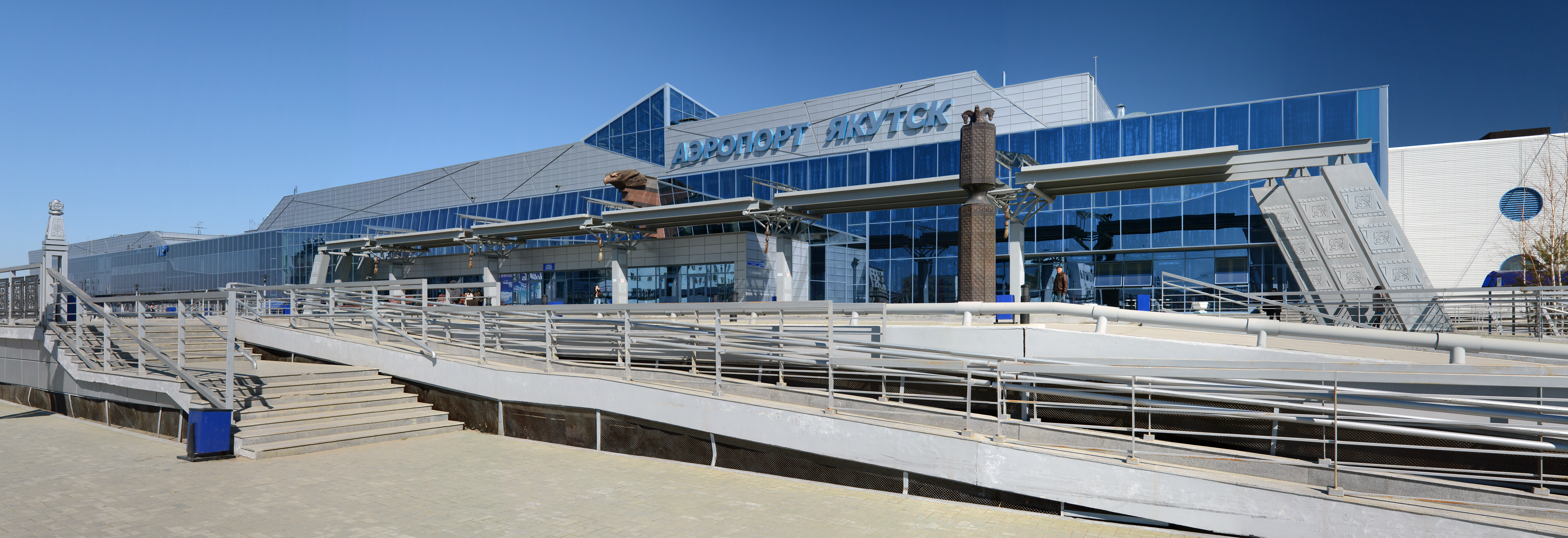
Port lotniczy Jakuck

Lotnisko jest węzłem pięciu regionalnych linii lotniczych, w tym Yakutia Airlines i Sacha Avia.
Budowa lotniska rozpoczęła się w 1931 roku i był używany jako przystanek dla amerykańskich samolotów latających do Europy w czasie II wojny światowej. Obecny międzynarodowy terminal istnieje od 1996 roku.
Jakuck posiada inne, mniejsze lotnisko w Magan.

## Linie lotnicze i połączenia
| Linia lotnicza    | Kierunek |
| ----------------- | --- |
| Aerofłot          | 1. Krasnojarsk 2. Moskwa-Szeremietiewo |
| Ałrosa            | 1. Leńsk 2. Mirny |
| Aurora            | 1. Chabarowsk |
| Nordwind Airlines | 1. Kazań (od 28 kwietnia 2024) |
| Polar Airlines    | 1. Batagaj 2. Belaya Gora 3. Czerski 4. Czokurdach 5. Deputatskiy 6. Irkuck 7. Leńsk 8. Moma 9. Njubra 10. Olekminsk 11. Olenyok 12. Sakkyryr 13. Saskylakh 14. Srednekolymsk 15. Suntar 16. Tiksi 17. Ust-Kuiga 18. Ust´-Maja 19. Ust´-Niera 20. Verkhnevilyuisk 21. Vilyuysk 22. Zyryanka                               |
| S7 Airlines       | 1. Irkuck 2. Moskwa-Domodiedowo 3. Nowosybirsk |
| Ural Airlines     | 1. Jekaterynburg 2. Magadan |
| UTair Aviation    | 1. Moskwa-Wnukowo |
| Yakutia Airlines  | 1. Błagowieszczeńsk 2. Czerski 3. Czyta 4. Harbin 5. Irkuck 6. Kazań 7. Chabarowsk 8. Krasnojarsk 9. Magadan 10. Mirny 11. Moskwa-Wnukowo 12. Nieriungri 13. Nowosybirsk 14. Sankt Petersburg 15. Tiksi 16. Ułan Ude 17. Władywostok 18. Jekaterynburg 19. Żygańsk Sezonowo: 1. Omsk 2. Pietropawłowsk Kamczacki 3. Soczi |